# Martianus dermestoides
Martianus dermestoides är en skalbaggsart som först beskrevs av Louis Alexandre Auguste Chevrolat 1878.  Martianus dermestoides ingår i släktet Martianus, och familjen svartbaggar. Arten är reproducerande i Sverige.